# Mam'zelle Bonaparte
Pour plus de détails, voir Fiche technique et Distribution.
Mam'zelle Bonaparte est un film français réalisé par Maurice Tourneur, sorti en 1942.

## Synopsis
Cora Pearl, une demi-mondaine sous le Second Empire, tombe amoureuse d'un légitimiste alors qu'elle est la maîtresse de Jérôme Bonaparte, le cousin de Napoléon III.

## Fiche technique
- Titre : Mam'zelle Bonaparte
- Réalisation : Maurice Tourneur
- Scénario : Henri-André Legrand d'après le roman éponyme de Gérard Bourgeois et Pierre Chanlaine
- Décors : Guy de Gastyne
- Costumes : Annette Sarradin
- Photographie : Jules Krüger
- Son : Jacques Carrère
- Montage : Christian Gaudin
- Musique : Henri Verdun
- Production : Alfred Greven
- Société de production : Continental-Films
- Société de distribution : Films Sonores Tobis
- Pays d'origine : France
- Format :Noir et blanc — 35 mm — 1,37:1 — Son mono
- Genre : Comédie dramatique
- Durée : 100 minutes
- Date de sortie : France : 16 janvier 1942

## Distribution
- Edwige Feuillère : Cora Pearl
- Monique Joyce : Lucy de Kaula
- Raymond Rouleau : Philippe de Vaudrey
- Guillaume de Sax : Le prince Jérôme Bonaparte
- Simone Renant : Adèle Rémy
- Marguerite Pierry : La Blandin
- Nina Sinclair : Augustine
- Aimé Clariond : Le duc de Morny
- Roland Armontel : Arsène
- Noël Roquevert : Criscelli
- Jacques Maury : Le comte de Brimont
- Camille Bert : Le gouverneur du fort
- André Carnège : Alexandre Dumas
- Jacques Courtin : Un ami de Lucy
- Mona Dol : La femme de ménage
- Pierre Ferval : Un paysan de Vaudrey
- Louis Florencie : Le commandant de la prison
- Georges Lafon : Le baron russe
- Jacques Roussel : Le majordome
- Louis Salou : Ernest
- Simone Valère : Valentine
- André Varennes : Hyrevoix
- Elmire Vautier : Mademoiselle Hortense
- Marcel Vibert : Le levantin
- Andrée Champeaux
- Robert Dartois
- Guy-Henry
- Lucienne Legrand
- Gilles Quéant